# Maddalena Montalban Comello
Maddalena Montalban Comello (Conegliano, 16 settembre 1820 – Venezia, 31 maggio 1869) è stata una patriota italiana.

## Biografia
Figlia primogenita di Lucrezia Guizzetti e del conte Girolamo, nasce nel palazzo Montalban Nuovo a Conegliano. La famiglia mal sopporta di essere suddita dell'Austria a seguito della Restaurazione e del Congresso di Vienna. Nel 1842 Maddalena Montalban sposa Angelo Comello trasferendosi a Venezia e diventando un'indiscussa protagonista del 1848 veneziano. I Comello, famiglia di commercianti, possedeva terreni, tra cui la villa di Mottinello, situata tra Padova e Cittadella, una delle loro residenze. Anche i Comello aspiravano all'indipendenza dall'Austria. Valentino Comello, fratello di Angelo, sposò Anna Papadopoli, sorella di Spiridione, ricco banchiere e mercante. Le due famiglie finanziarono in modo sostanzioso il governo provvisorio della Repubblica di San Marco durata diciassette mesi.
Montalban in quegli anni era in corrispondenza con Mazzini, e con Garibaldi di cui condivideva il pensiero e ne finanziava le imprese.

## Periodo 1848-1849
Montalban fu una protagonista della repubblica di Venezia. Repubblicana convinta, per lei fu una delusione quando nella seduta del 3 luglio 1848, l’Assemblea approvò l’unione di Venezia con gli stati Sardi e la Lombardia. Nonostante questo, la sua attività fu incessante: presiedette il comitato costituitosi a inizio aprile presso il comando della guardia civica della Pia Società delle donne veneziane. Questa era una organizzazione di nobili, borghesi e popolare che si occupò dell’organizzazione dell’assistenza e la cura dei militi feriti in battaglia, l’approvvigionamento di brande, farmaci e bende, e dell’equipaggiamento delle truppe organizzando raccolte di fondi. Il suo palazzo di San Canciano divenne ospedale dei feriti che medicava, aiutata dall'organizzazione. In questo periodo ospitò e curò anche il generale Giacomo Antonini, ferito nelle difesa di Vicenza, il quale le donò il braccio amputato in segno di gratitudine per la cura e l’ospitalità ricevuta. Fu madrina del vessillo del corpo degli artiglieri Bandiera e Moro. Con una pubblica lettera Elisabetta Michiel Giustinian, Teresa Mosconi Papadopoli e Antonietta Dal Cerè Benvenuti, proposero al comandante della guardia civica, di costituire un battaglione femminile di volontarie armate. Il battaglione venne costituito, ma senza armi, per la cura dei feriti e per procurare le munizioni. Montalban, oltre a ospitare e curare i feriti nella sua casa, organizzò una rete per alimentare la resistenza contro l’esercito austriaco che, agli ordini del feldmaresciallo Radetzky, attaccava su più fronti la città assediandola e bombardandola. Fino a costringerla alla resa.

## Periodo 1849-1869
Con il 24 agosto del 1849 aveva fine l’impresa iniziata nel ’48 e gli austriaci tornavano a Venezia. Angelo Comello assieme a molti altri venne esiliato, inoltre, assieme a Valentino furono multati per più di tre milioni di lire. Maddalena, si ritirò nella villa di Mottinello e riprese la corrispondenza con Garibaldi, Pepe e altri patrioti. Fu in relazione con i comitati segreti clandestini e con il Comitato centrale di Torino. Collaborò con il Partito d’Azione, con i Comitati di Genova, con quelli presieduti da Garibaldi, con il Comitato Politico Centrale Veneto, ponendo come ideale il raggiungimento dell’unità d’Italia, accantonando la propria fede repubblicana. Raccolse fondi, distribuì materiale patriottico e premette sulla corte dei Savoia a favore del Veneto. Ricevette segretamente avvisi e informazioni che la polizia, nonostante accurate perquisizioni non trovò grazie all’aiuto anche del figlio Giovanni.
Processi e carcere
Venne arrestata il 13 giugno 1861 per aver organizzato e partecipato con Laura Sardi, Teresa Danielato e Marianna Goretti, a una messa in suffragio di Cavour nella Basilica di San Marco e condannata a pagare una multa di 40 fiorini per evitare la detenzione. Scelse la detenzione.
Il 4 gennaio 1863 Maddalena Montalban venne arrestata con Leonilde Lonigo Calvi, amica referente del Comitato clandestino di Padova, Guizzetti e Andrea Camporese con l’accusa di alto tradimento per aver commissionato la fabbricazione di una daga dall’artista Bellezza a Milano su disegno del pittore Guizzotto da inviare a Garibaldi. La contessa era anche accusata di aver inviato, l’anno prima, un album con le immagini delle Tre Venezie quale dono di nozze alla principessa Maria Pia di Savoia a nome delle donne venete, triestine e istriane per il suo matrimonio con Luigi I, re del Portogallo, e di aver favorito, tramite la vendita di materiale propagandistico quali fotografie di Garibaldi, di Vittorio Emanuele II, di Camillo Cavour, stampe, biglietti di lotterie clandestine, anelli, ciondoli, coccarde tricolori, ricami con lo stemma sabaudo, l’emigrazione clandestina dei giovani veneti in Piemonte per unirsi all’esercito regio e a Garibaldi. La polizia inoltre rinvenne il braccio imbalsamato del generale Antonini. Le due nobili vennero tradotte nelle prigioni al Ponte della Paglia.
L’interrogatorio durò quattro giorni, alla fine vennero accusate per la partecipazione alla fabbricazione della daga per Garibaldi. Il processo si concluse con una condanna a cinque mesi. Le condannate si appellarono contro la sentenza e la condanna aumentò fino a dodici mesi. Fu così che il processo ebbe eco fuori dal Veneto.
Scontata la pena, nel 1864 Leonilde Lonigo fu posta in libertà, mentre Maddalena Montalban fu trasferita alle carceri della Giudecca, assieme a malfattrici di ogni genere in un ambiente malsano e sotto stretta sorveglianza. Doveva affrontare un nuovo processo ed era emerso che dal carcere del Ponte della Paglia aveva corrisposto con altri detenuti politici e con i comitati segreti. Il secondo procedimento penale cominciò nel dicembre del 1864 con l’accusa di aver agito contro la potenza militare dello Stato. Durante la fase istruttoria del processo, per volontà dell’Imperatore Francesco Giuseppe, il 15 aprile 1865 venne scarcerata dopo ventotto mesi di reclusione. Il processo si concluse il 2 agosto successivo con il proscioglimento di Maddalena Montalban.
Il Governatore militare di Venezia, barone Alemann, considerava Montalban una vera cospiratrice tanto da inserirla nel bando del 1866, unica donna, tra gli uomini allontanati da Venezia. Il 3 luglio 1866 l’Austria cedette il Veneto a Napoleone III e a seguito del Plebiscito il Veneto venne annesso al Regno d’Italia.
Quando il 7 novembre 1866 Vittorio Emanuele II fece visita a Venezia, volle incontrare le patriote che si distinsero tra cui la contessa. Al termine dell’incontro il re, donò loro un anello con pietre tricolori e le sigle reali, in segno di gratitudine del loro operato per la causa italiana. Anche Garibaldi, con cui continuava ad essere in contatto per il completamento dell’unità d’Italia a cui mancavano ancora Roma e le altre due Venezie, volle incontrala in segno di riconoscimento dell’azione svolta e del sostegno materiale dato. Si recò a farle visita il 27 febbraio 1867.
A seguito di una malattia contratta in carcere, il 31 maggio 1869 Maddalena Montalban morì. I funerali della contessa mazziniana il 2 giugno, furono imponenti e partecipati.

## Intitolazioni
Il comune di Conegliano le ha intitolata una via.